# Skandinaviska Enskilda Banken

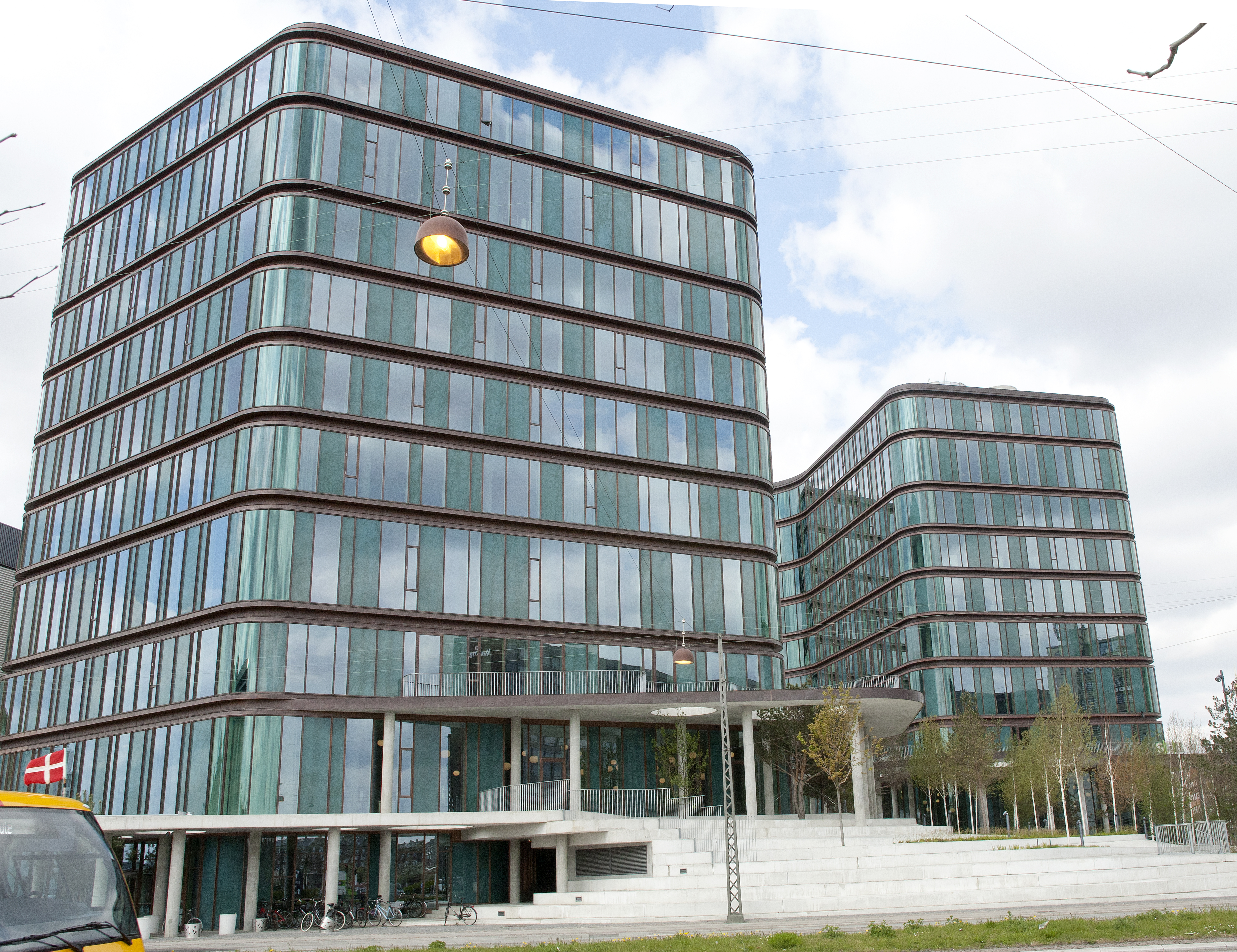
Sede del banco en Copenhague.

Skandinaviska Enskilda Banken AB (SEB) es un grupo financiero del Norte de Europa dirigido a empresas, instituciones y clientes privados con sede en Estocolmo, Suecia. Sus actividades comprenden principalmente servicios bancarios, sin embargo SEB también desarrolla significativas operaciones en seguros de vida y también posee los servicios de pago por tarjeta Eurocard. El banco fue fundado y es controlado por la poderosa familia sueca Wallenberg a través de su grupo inversor Investor AB.

## Operaciones
SEB sirve a más de 400.000 clientes corporativos e institucionales y a más de cinco millones de clientes en los países nórdicos, en los países bálticos, Alemania, Polonia, Rusia y Ucrania y tiene una presencia estratégica a través de su red internacional en otros diez países.
Más de la mitad de los aproximadamente 20.000 empleados de SEB están localizados fuera de Suecia. A 31 de diciembre de 2009, el Grupo disponía de unos activos de SEK 2.308 billones (~EUR 225bn) y manejaba otros activos por SEK 1,356bn (~EUR 132bn).

## Historia
En 1972, Stockholms Enskilda Bank (fundado en 1856) y Skandinaviska Banken (fundado en 1864) se fusionaron para formar SEB. Las razones de la fusión fueron crear un banco mejor posicionado para dar servicio a clientes corporativos y defenderse de la competencia de bancos internacionales.

## Subsidiarias
- SEB AG (Alemania)
- SEB A/S  (Dinamarca)
- SEB Pank (Estonia)
- SEB Unibanka (Letonia)
- SEB Bankas (Lituania)
- SEB Bank (antiguo AGIO) (Ucrania)
- SEB NY est. 1982 (Estados Unidos)
- SEB Bank  (enlace roto disponible en Internet Archive; véase el historial, la primera versión y la última). (Rusia)